# Project Eden
Project Eden est un jeu vidéo d'action-aventure développé par Core Design et édité par Eidos en 2001 sur PC et PlayStation 2.

## Synopsis
Dans le futur, la surpopulation a atteint un niveau si critique que les humains sont forcés de construire sur le plan vertical : de monstrueux immeubles de plusieurs kilomètres de haut sont ainsi érigés sur toute la planète. Les classes les plus aisées vivent tout en haut, les classes inférieures en bas. Continuant sa croissance, et pour échapper à la pollution, la ville se déplace au fil des années de plus en plus vers les hauteurs, abandonnant progressivement les étages inférieurs pour finalement perdre totalement le contact avec les habitants des classes les plus pauvres, complètement oubliés. La civilisation ne sait désormais plus ce qui se passe en dessous des nuages, et n'ose plus y mettre les pieds car elle sait les étages les plus bas complètement infestée par une faune de brigands et de mutants en tout genre.
Néanmoins, lorsque des techniciens envoyés dans les bas-fonds pour examiner et réparer l'équipement d'une usine de viande de synthèse (Viandoprion) ne donnent plus de signe de vie, une équipe constitué de quatre membres de l'UPA (Urban Protection Agency) est envoyé à leur rescousse et les poursuit de plus en plus bas, vers des endroits où l'homme civilisé n'a plus mis le pied depuis des années : vers la terre ferme.

## Système de jeu
Le joueur dirige les quatre membres de l'équipe, chacun doté de ses propres capacités (voir personnages) qu'ils devront utiliser pour avancer à travers le monde de plus en plus en ruine et dangereux des étages inférieurs. Le joueur ne peut commander qu'un seul héros à la fois mais peut demander aux autres de le suivre ou de l'attendre grâce à une palette d'ordres simples.
Le jeu se présente ainsi plus comme un jeu de réflexion que comme un jeu d'action. Les combats sont d'ailleurs assez simplistes par rapport au reste.

### Multijoueur
Le mode multijoueur propose un mode deathmatch anecdotique mais permet surtout de revivre l'aventure solo avec chaque joueur incarnant un membre du commando. À noter que le jeu permet de jouer en écran splitté, option assez rare dans les jeux pour ordinateurs.

### Personnages
- Carter : chef du groupe et diplomate, il est le seul à pouvoir interagir avec les gens des bas-fonds.
- Minoko : une informaticienne douée qui peut obtenir n'importe quoi d'un système d'exploitation.
- André : ingénieur, son rôle est de réparer n'importe quel appareil endommagé.
- Amber : femme-cyborg insensible aux conditions extrêmes, elle ne craint ni la chaleur, ni le froid, ni les gaz toxiques tout en apportant un soutien défensif bienvenu.